# Otto Friedrich Schutzbar genannt Milchling
Otto Friedrich Schutzbar genannt Milchling (auch Schutzpar genannt Milchling; * 8. September 1563; † 14. April 1604) war um 1596 Rektor der Universität Würzburg. 

## Leben
Otto Friedrich Schutzbar genannt Milchling wurde am 8. September 1563 geboren. Seine Familie stammte aus dem Fuldischen und konnte auf einige Geistliche in ihren Reihen verweisen. Der Vater Eberhard Schutzbar genannt Milchling war als Oberschultheiß in Fulda tätig, die Mutter Katharina entstammte den adeligen Schenken zu Schweinsberg, die zweimal die Fürstäbte von Fulda stellten. In Würzburg war die Familie im Domstift vertreten, so stieg der Bruder des Otto Friedrich, Christoph Sittich zum Domizellar auf.
Über die Ausbildung des jungen Otto Friedrich ist nur sehr wenig bekannt. Er wurde bereits am 6. Oktober 1582 zum Domizellar berufen und trat damit in das Würzburger Domkapitel ein. Am 1. März 1585 immatrikulierte sich Schutzbar an der Universität Würzburg als Student der Freien Künste. Anschließend verhandelte er mit dem Domkapitel, um seine Studien in Rom fortsetzen zu können. Im Mai 1585 erhielt er die Erlaubnis und reiste ans Collegium Germanicum. Förderung hatte er insbesondere durch seinen Onkel, Domscholaster Wilhelm Schutzbar erhalten.
Ab 1590 war Otto Friedrich Schutzbar genannt Milchling wieder zurück in Würzburg und wurde am 18. August von Fürstbischof Julius Echter von Mespelbrunn im Geistlichen Rat präsentiert. Mit der Berufung in dieses Gremium stieg Schutzbar zu einem der einflussreichsten Geistlichen des Bistums auf. Ein Jahr später wurde er Kapitular und erwarb den Hof Vituli in der Ebracher Gasse. Im Jahr 1593 wurde Schutzbar zum Domkantor ernannt. Gleichzeitig wurde ihm der Ehrentitel eines Archidiakons verliehen.
Bischof Julius setzte auf den ihm treu ergebenen Schutzbar auch bei der Berufung zum Propst von St. Burkard 1594. Letztendlich scheiterte aber die Wahl in dieses Amt am Gegenkandidaten Neithard von Thüngen, der vom Domkapitel präferiert wurde. Allerdings ernannte ihn der Fürstbischof am 30. September 1596 zum Rector magnificus der Universität. Vom Bischof wurde Schutzbar auch auf Reisen geschickt, so überwachte er 1598 in seiner Rolle als Geistlicher Rat die Promotion des Schwarzacher Abtes Johannes V. Krug.
Bei den Sitzungen des Geistlichen Rates war Schutzbar genannt Milchling dagegen kaum zu finden. Im Jahr 1599 schied er auch aus dem Geistlichen Rat aus, wobei unklar ist, welche Gründe hierzu führten. Vielleicht war die Gesundheit des Theologen bereits angegriffen. Am 14. April 1604 starb Otto Friedrich Schutzbar genannt Milchling vierzigjährig und wurde im Kapitelshaus des Würzburger Domes beigesetzt.